# 本星崎町
本星崎町（もとほしざきちょう）は、愛知県名古屋市南区および港区の地名。丁番を持たない単独町名である。住居表示未実施。

## 地理
名古屋市港区本星崎町は同区東端部に位置し、東・南・北は南区西は大江町に接する。港区本星崎町は、後述の通り南区本星崎町の一部が分割されて成立したものである。小字として北・南の二つが存在する。港区本星崎町の一帯は工場地帯となっており、域内には東レ名古屋事業所や三菱重工業名古屋航空宇宙システム製作所などが所在する。
南区本星崎町は同区東部に位置し、東は本城町・星宮町、西は西田町・星園町に接する。

### 字
本星崎町には小字が存在する。現存する小字は以下の通り。

#### 港区本星崎町
- 北
- 南

#### 南区本星崎町
- 荒浜
- 石之元
- 亥新田
- 江禿
- 真浜
- 操出
- 外屋敷
- 田古屋先
- 天白添
- 寺坂
- 大道
- 町
- 町西
- 土場前
- 道全

- 鍋釣
- 西田
- 廻間
- 廻間先
- 西中
- 東浦下
- 堀割
- 本城
- 前田
- 前田下
- 南横手
- 宮浦
- 宮西
- 除ケ

またかつては以下の字が本星崎町に存在した。
東浦上・田浜・大道先・後戌・甚左回輪・浦無・小回輪・内塩家・塩家前・川向・七子・三反割・土不・百間場・南下地・南中割・稲荷田・北頭・葭起・下地・北頭割・南頭割・北中割・南中割・北下割・南下割・堤起・根走・南ノ割・中ノ割・北之割・北横手・屋敷割・堤外・根走

## 歴史
前身である愛知郡本星崎村は、本地村と周辺3新田の合併により成立した村で、名古屋市編入後に本星崎町と改称された。町名整理により多くの領域が他の町名に編入された。
現行の南区本星崎町は、大部分が江戸期まで本地村であった地域にあたる。港区本星崎町については、大部分が豊宝新田として1830年（天保元年）に開発された地域にあたる。

### 町名の由来
大字本星崎の名による。「星崎」の由来については星崎#町名の由来を参照。

### 行政区画の変遷
- 1878年（明治11年）12月28日 - 愛知郡本地村・水袋新田・豊宝新田・宝生新田が合併し、同郡本星崎村が成立する[5]。
- 1889年（明治22年）10月1日 - 合併により、愛知郡星崎村大字本星崎となる[5]。
- 1906年（明治39年）5月10日 - 合併により、愛知郡笠寺村大字本星崎となる[5]。
- 1921年（大正10年）8月22日 - 合併により、名古屋市南区本星崎町となる[5]。
- 1944年（昭和19年）2月11日 - 南区本星崎町の一部が港区に編入され、同区本星崎町が成立する[6]。
- 1949年（昭和24年）1月25日 - 南区本星崎町の一部が同区本城町となり[7]、一部を笠寺町へ編入[8]。
- 1950年（昭和25年）5月1日 - 南区本星崎町の一部が同区弥次ヱ町・道全町・西田町・本地通・星園町・石元町・元塩町・浜田町となる[7][5]。
- 1955年（昭和30年）3月25日 - 南区本星崎町の一部が同区港東通・宝生町となる[7][5]。
- 1961年（昭和36年）3月28日 - 南区本星崎町の一部が同区中割町・北頭町・堤起町・神松町となり、一部を港東通・元塩町・浜田町へ編入[7][5]。
- 1967年（昭和42年）6月30日 - 南区本星崎町の一部が同区阿原町となる[7]。
- 1970年（昭和45年）12月2日 - 南区本星崎町の一部が同区星宮町となり、一部を阿原町・星崎町へ編入[7]。

## 世帯数と人口
2019年（平成31年）3月1日現在の世帯数と人口は以下の通りである。
| 区         | 町丁     | 世帯数  | 人口    |
| ---------- | -------- | ------- | ------- |
| 南区・港区 | 本星崎町 | 752世帯 | 1,621人 |

### 人口の変遷
国勢調査による人口の推移
| 2000年（平成12年） | 1,857人 | [ WEB 9 ]  |  |
| 2005年（平成17年） | 1,692人 | [ WEB 10 ] |  |
| 2010年（平成22年） | 1,601人 | [ WEB 11 ] |  |
| 2015年（平成27年） | 1,572人 | [ WEB 12 ] |  |

## 学区
市立小・中学校に通う場合、学校等は以下の通りとなる。また、公立高等学校に通う場合の学区は以下の通りとなる。
| 区   | 番・番地等 | 小学校                 | 中学校               | 高等学校 |
| ---- | ---------- | ---------------------- | -------------------- | -------- |
| 南区 | 全域       | 名古屋市立笠寺小学校   | 名古屋市立本城中学校 | 尾張学区 |
| 港区 | 全域       | 名古屋市立東築地小学校 | 名古屋市立東港中学校 | 尾張学区 |

## 施設

### 南区本星崎町
- 名古屋市立笠寺小学校
- 名古屋星崎郵便局

### 港区本星崎町
- 東レ名古屋事業場[1]
- 東レエンジニアリング名古屋出張所[1]
- 三菱自動車工業名古屋自動車製作所バス工場[1]
- 名古屋市上下水道局大江ポンプ所[1]

## 交通

### 鉄道
- 名古屋臨海鉄道[1]
- 名鉄名古屋本線本星崎駅（南区星宮町との境界付近にあり、駅の所在地は星宮町[9]）

### 道路
- 愛知県道55号名古屋半田線（環状線）
- 愛知県道223号笠寺星崎線

## 史跡
- 星崎城址

## その他

### 日本郵便
- 集配担当する郵便局は以下の通りである[WEB 15]。

| 区   | 町丁     | 郵便番号 | 郵便局         |
| ---- | -------- | -------- | -------------- |
| 南区 | 本星崎町 | 457-0056 | 名古屋南郵便局 |
| 港区 | 本星崎町 | 455-0025 | 名古屋港郵便局 |

### WEB
1. ↑  “愛知県名古屋市港区の町丁・字一覧”.   人口統計ラボ. 2017年4月8日閲覧。
2. ↑  “愛知県名古屋市南区の町丁・字一覧”.   人口統計ラボ. 2017年10月7日閲覧。
3. 1 2  “町・丁目(大字)別、年齢(10歳階級)別公簿人口(全市・区別)”.   名古屋市 (2019年3月20日). 2019年3月21日閲覧。
4. 1 2  “郵便番号”.  日本郵便. 2019年3月17日閲覧。
5. 1 2  “郵便番号”.  日本郵便. 2019年3月17日閲覧。
6. ↑  “市外局番の一覧”.   総務省. 2019年1月6日閲覧。
7. ↑  名古屋市役所市民経済局地域振興部住民課町名表示係 (2015年10月21日). “港区の町名一覧”.   名古屋市. 2020年11月15日閲覧。
8. ↑  “名古屋市道路認定図”.   名古屋市. 2021年3月23日閲覧。「港区本星崎町」及び「港区本星崎町」のページを参考とした。
9. ↑  名古屋市役所総務局企画部統計課統計係 (2005年7月1日). “（刊行物）名古屋の町(大字)・丁目別人口 (平成12年国勢調査) 南区” (XLS). 2017年10月8日閲覧。
10. ↑  名古屋市役所総務局企画部統計課統計係 (2007年6月29日). “平成17年国勢調査　名古屋の町(大字)別・年齢別人口 南区” (XLS). 2017年10月8日閲覧。
11. ↑  名古屋市役所総務局企画部統計課統計係 (2012年6月29日). “平成22年国勢調査　名古屋の町(大字)別・年齢別人口 南区” (XLS). 2017年10月8日閲覧。
12. ↑  名古屋市役所総務局企画部統計課統計係 (2017年7月7日). “平成27年国勢調査　名古屋の町(大字)別・年齢別人口” (XLS). 2017年10月8日閲覧。
13. ↑  “市立小・中学校の通学区域一覧”.   名古屋市 (2018年11月10日). 2019年1月14日閲覧。
14. ↑  “平成29年度以降の愛知県公立高等学校（全日制課程）入学者選抜における通学区域並びに群及びグループ分け案について”.   愛知県教育委員会 (2015年2月16日). 2019年1月14日閲覧。
15. ↑  “郵便番号簿 2018年度版” (PDF).   日本郵便. 2019年4月14日閲覧。

### 文献
1. 1 2 3 4 5 6  「角川日本地名大辞典」編纂委員会 1989, p. 1536.
2. ↑  「角川日本地名大辞典」編纂委員会 1989, p. 1436.
3. ↑  名古屋市計画局 1992, p. 906.
4. ↑  名古屋市計画局 1992, p. 591.
5. 1 2 3 4 5 6 7  名古屋市計画局 1992, p. 855.
6. ↑  名古屋市計画局 1992, p. 841.
7. 1 2 3 4 5 6  名古屋市計画局 1992, p. 854.
8. ↑  名古屋市計画局 1992, p. 853.
9. ↑  「角川日本地名大辞典」編纂委員会 1989, p. 1544.